# 1239

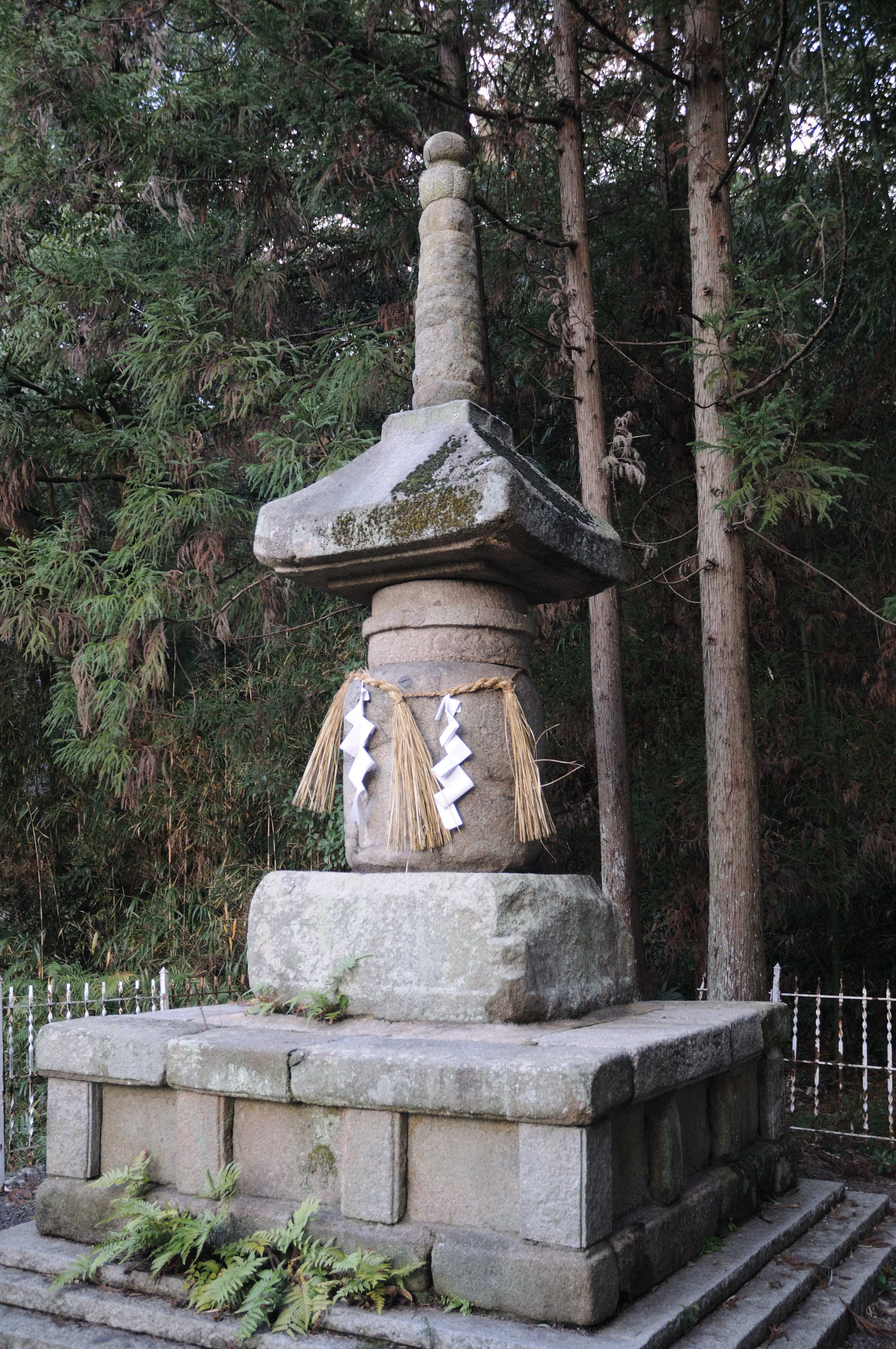
monument voor keizer Go-Toba, opgericht 1240

Het jaar 1239 is het 39e jaar in de 13e eeuw volgens de christelijke jaartelling.

## Gebeurtenissen
- 20 maart - Paus Gregorius IX excommuniceert keizer Frederik II opnieuw.
- Theobald I van Navarra landt in Palestina voor een kruistocht.
- Paus Gregorius IX doet de bul Si vera sunt uitgaan: Joodse boeken dienen in beslag genomen en indien nodig vernietigd te worden.
- Skule Bårdsson roept zichzelf uit tot (tegen)koning van Noorwegen.
- Keizer Boudewijn II verkoopt de vermeende doornenkroon van Christus aan Lodewijk IX
- Verona overstroomt, en wordt daarna herbouwd.
- Beringen krijgt stadsrechten.
- stichting van het klooster Onze Lieve Vrouw ter Nieuwe Plant in Ieper
- 9 oktober - De latere koning Erik IV van Denemarken trouwt met Jutta van Saksen.
- oudst bekende vermelding: Vjazma

## Opvolging
- Duitse Orde - Herman van Salza opgevolgd door Koenraad I van Thüringen
- Groot-Polen - Wladislaus Odonic opgevolgd door zijn zoon Przemysł I
- Maronitisch patriarch - Daniël I van Chamate opgevolgd door Johannes IV van Jaje
- Moravië - Přemysl opgevolgd door zijn neef Wladislaus III
- Orde van Sint Jan van Jeruzalem - Bertrand de Comps opgevolgd door Pierre de Vielle-Bride (jaartal bij benadering)

## Afbeeldingen

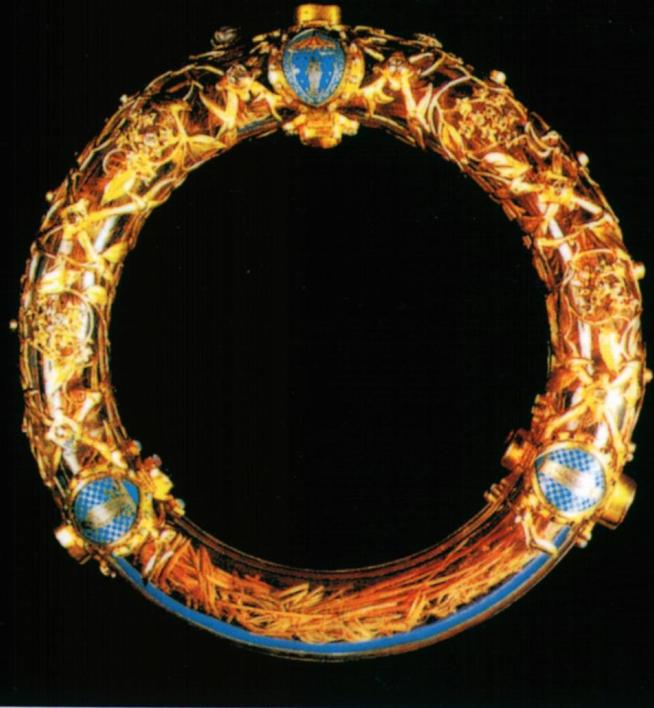
Reliek van de doornenkroon (in een reliekhouder uit 1896)

## Geboren
- 5 juni - Wladislaus Odonic, hertog van Groot-Polen
- 17 juni - Eduard I, koning van Engeland (1272-1307)
- 17 december - Kujo Yoritsugu, shogun (1244-1252)
- Peter III, koning van Aragon (1276-1285)
- Thomas I, markgraaf van Saluzzo
- Luitgarda van Stolberg, Limburgs edelvrouw (jaartal bij benadering)
- Ramkhamhaeng, koning van Sukhothai (1277-1317) (jaartal bij benadering)

## Overleden
- na 1 januari - Rupert IV van Nassau, graaf van Nassau
- 20 maart - Herman van Salza, grootmeester van de Duitse Orde
- 28 maart - Go-Toba (58), keizer van Japan (1183-1198)
- 16 oktober - Přemysl, markgraaf van Moravië
- Robert van Courtenay-Champignelles, Frans edelman
- Willem van Savoye, bisschop van Valence
- Bertrand de Comps, grootmeester van de Orde van Sint Jan van Jeruzalem (jaartal bij benadering)